# Какури
Какури (итал. Caccuri) је насеље у Италији у округу Кротоне, региону Калабрија.
Према процени из 2011. у насељу је живело 1211 становника. Насеље се налази на надморској висини од 632 м.

## Становништво
| 1951. | 1961. | 1971. | 1981. | 1991. | 2001. | 2011. |
| ----- | ----- | ----- | ----- | ----- | ----- | ----- |
| 2.617 | 2.654 | 2.136 | 2.098 | 1.851 | 1.780 | 1.695 |